# Lidewij de Vos
Lidewij de Vos (Leidschendam, 30 augustus 1997) is een Nederlands politica namens Forum voor Democratie (FVD).
De Vos studeerde na haar periode op het gymnasium biochemie in Utrecht en behaalde een onderzoeksmaster in de neurowetenschappen te Rotterdam. Daarnaast speelt ze viool en gaf ze tussen 2017 en 2019 vioolles. Sinds de intrede van FVD in de Tweede Kamer in 2017 is De Vos actief als medewerker voor de fractie. In 2023 schreef zij samen met partijleider Thierry Baudet het boek Niemand in de Cockpit.
Bij de Tweede Kamerverkiezingen van 2023 stond De Vos op plek 6 van de FVD-kandidatenlijst. Zij behaalde 2.200 stemmen, wat niet voldoende was om gekozen te worden. De Vos werd op 16 januari 2025 alsnog geïnstalleerd als lid van de Tweede Kamer in de vacature ontstaan na het aftreden van Thierry Baudet i.v.m. vaderschapsverlof. Haar ingediende motie bij het debat over discriminatie op de woningmarkt met betrekking op het behoud van het recht van huiseigenaren om zelf te bepalen aan wie zij hun woning verkopen werd per hoofdelijke stemming met 73 voor en 72 tegen aangenomen. Op 1 april 2025 trad zij af als lid van de Tweede Kamer.

## Publicatie
- Thierry Baudet en Lidewij de Vos: Niemand in de cockpit. Een stikstof case study. Amsterdam, Amsterdam Books, 2023. ISBN 9789083271590

- Parlement.com: vmjxmd233yqw
- Virtual International Authority File: 28170663631506762034